# Ulica Stefana Jaracza w Warszawie
Ulica Stefana Jaracza – ulica na warszawskim Powiślu, biegnąca od ul. Wybrzeże Kościuszkowskie do ul. Dobrej i Solec.

## Historia
Ulica do 1951 była częścią ul. Czerwonego Krzyża, przeprowadzonej w latach 1897–1898 jako przedłużenie ulicy Rozbrat. Obecną nazwę nadano uchwałą Rady Narodowej m.st. Warszawy z dnia 24 sierpnia 1951 dla upamiętnienia Stefana Jaracza, który w okresie 1930–1939 prowadził Teatr Ateneum znajdujący się przy ul. Czerwonego Krzyża 20 (obecny adres – ul. Jaracza 2).
Przy tym odcinku ulicy parcele wytyczono w 1904, jednak pierwsza zabudowa pojawiła się na nich w latach dwudziestych XX wieku. 
Pierwszym wzniesionym tu obiektem był zaprojektowany przez Romualda Millera gmach Związku Zawodowego Pracowników Kolejowych RP, wzniesiony w okresie 1924–1928 pod obecnym nr. 2. Oprócz biur związku pomieścił także Teatr Ateneum, restauracje, sale klubowe i konferencyjne, hotel o 46 pokojach oraz mieszkania. Budynek mimo utraty części wystroju jest ciekawym przykładem architektury „narodowej”, odwołującej się do baroku; jego częściowo zachowane wnętrza należą do najwybitniejszych realizacji w duchu Polskiej Sztuki Dekoracyjnej. Równocześnie do 1926 ukończono budowę domu Spółdzielni Budowy Własnych Mieszkań pod nr. 1; zniszczony podczas ostatniej wojny budynek nawiązujący swym wyglądem do klasycyzmu akademickiego tworzył z Domem Kolejarza wizualną jedność, świetnie korespondując z jego architekturą.
Był to pierwszy z całej serii domów spółdzielczych, które powstały przy tym odcinku ul. Czerwonego Krzyża do 1939: pod nr. 7 w 1930 duży dom Spółdzielni Budowy Własnych Domów i Mieszkań „Zjednoczenie” projektowany przez Karola Jankowskiego; w tym samym czasie spółdzielnia „Nowe Domostwo” wystawiła zbliżony rzutem do podkowy dom pod nr. 3 projektu Piotra Kwieka.
Kolejna faza ożywienia budowlanego nadeszła po 1933, kiedy to wprowadzenie nowej, korzystnej ustawy podatkowej zachęciło inwestorów do wystawiania nowych kamienic. Jeden z wzniesionych w tym czasie domów zaprojektował Antoni Jawornicki; kamienica wybudowana pod nr. 6 została utrzymana w formach ekspresyjnego funkcjonalizmu.
W okresie okupacji zniszczeniu uległ tylko narożny dom spółdzielczy pod nr. 1; pozostałe budynki, w różnym stopniu uszkodzone, odbudowano z licznymi uproszczeniami, mimo to ulica zachowała wiele ze swego przedwojennego klimatu.

## Ważniejsze obiekty
- Instytut Psychologii PAN
- Teatr Ateneum